# Большая Слудка

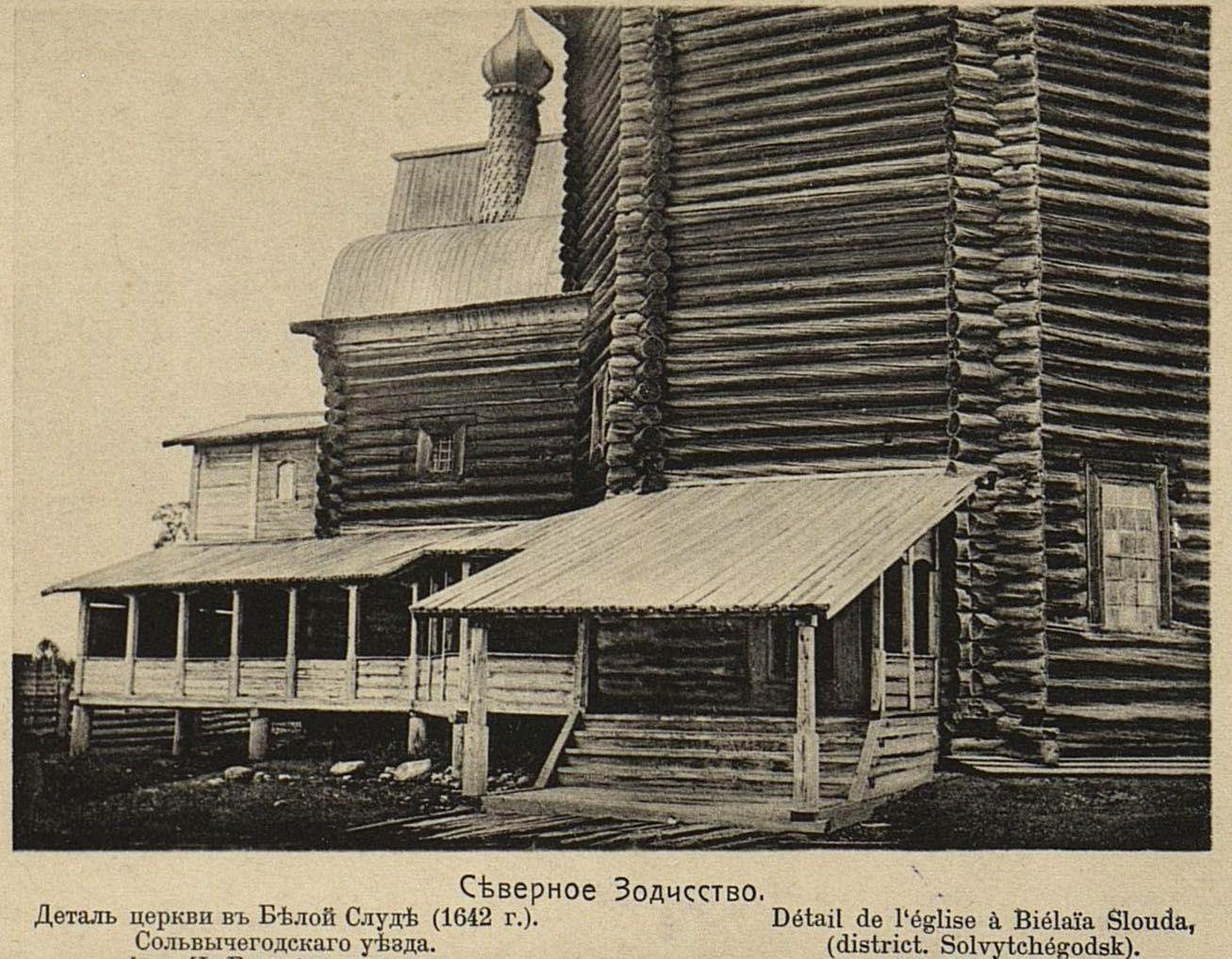
Деталь деревянной церкви в Белой Слуде. 1900-е годы (Сольвычегодский уезд)

Больша́я Слу́дка (Бе́лая Слу́дка, Бе́лая Слу́да) — деревня в Красноборском районе Архангельской области России. Административный центр муниципального образования (сельского поселения) «Белослудск ое». Находится по правую сторону от реки Северная Двина. Население 408 человек (2010).

## География
Белая Слудка располагается в центре района, на берегу одной из проток реки Северная Двина. Расстояние до Красноборска составляет 12 км. (15 км по автодороге), до Архангельска — 560 км, до Котласа — 75 км.

## Население
| 2002 | 2009 | 2010 |
| ---- | ---- | ---- |
| 466  | ↗517 | ↘408 |

Численность населения деревни, по данным Всероссийской переписи населения 2010 года, составляла 408 человек. В 2009 году числилось 517 человек, в том числе 155 пенсионеров и 73 ребёнка. Вместе с близлежащей деревней Толша-1-я население составляет 580 человек. Исследования гаплогрупп митохондриальной ДНК показали, что популяции русских Ошевенского (Каргопольский район) и Белой Слуды (Красноборский район) расположены внутри кластера уральских популяций. В северных популяциях русских Ошевенского, Белой Слуды и Парфино (Новгородская область) обнаружены статистически достоверные различия распределений частот аллельных вариантов от таковых в ряде других восточнославянских популяций, где наблюдается большая степень гомогенности. В Белой Слуде обнаружена экстремально высокая частота типичной для Европы Y-хромосомной гаплогруппы I — 50 %, а в близкой к ней красноборской популяции её частота достигает 25,3 %, в то же время в популяции Пинега (Нюхча) она составляет 5,3 % и не обнаружена в популяции Мезень в Лешуконском районе. Y-хромосомная гаплогруппа N1c1 в Белой Слуде достигает 28,6 %, R1a — 18 %, Е — 3,6 %.

## Инфраструктура
Личное подсобное хозяйство с зоной сельскохозяйственного использования, индивидуальная застройка усадебного типа.
В деревне действует КХ «Дружба», клуб, фельдшерский пункт, почтовое отделение, несколько магазинов, администрация муниципального образования «Белослудское».

## Достопримечательности

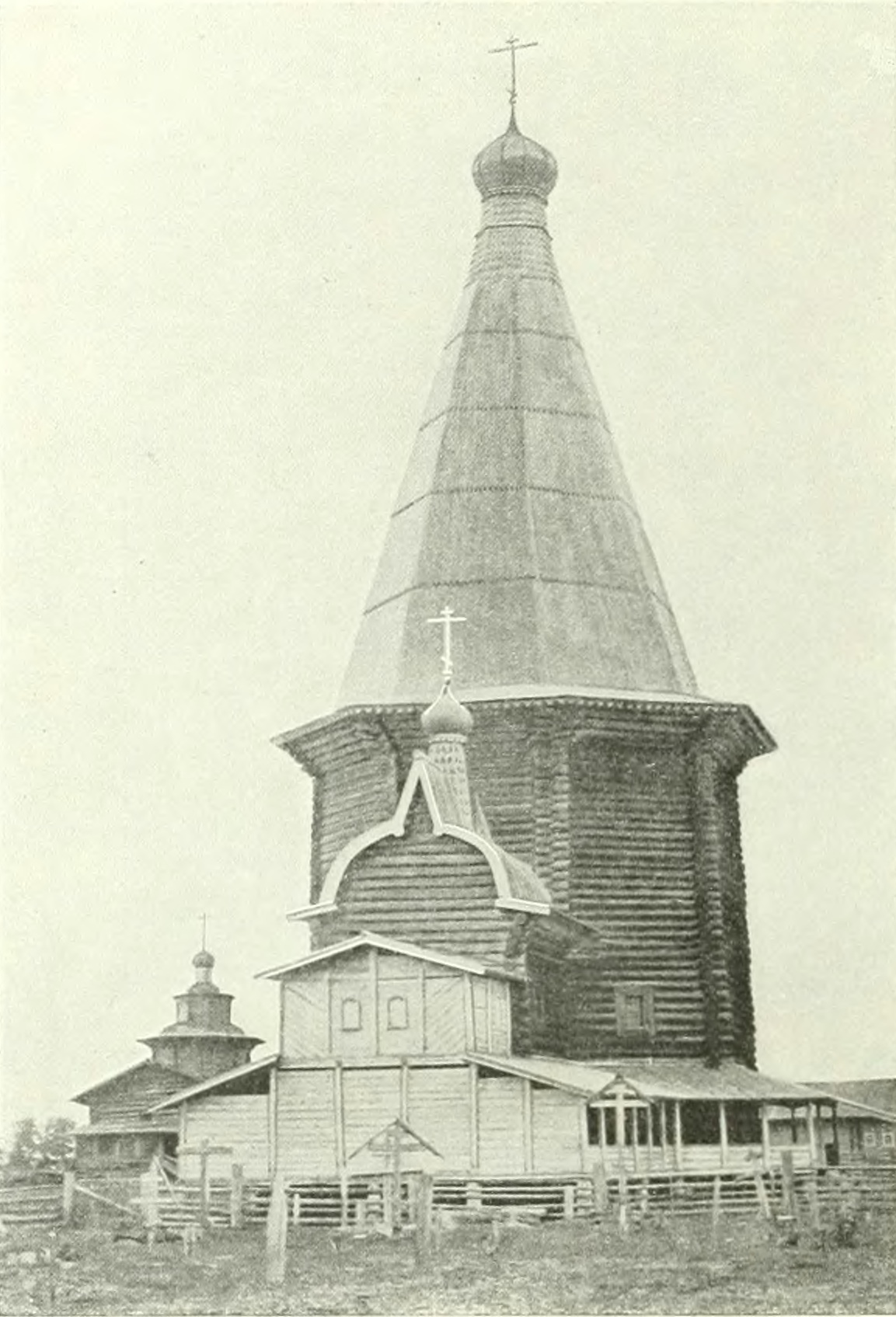
Церковь Владимирской Божьей Матери (Фотография до 1910 года)

В 2003 году в Белой Слудке впервые прошёл «Праздник Белого гриба». Окрестности Белой Слудки считаются здесь родиной белого гриба.

## Транспорт
Через деревню проходит автодорога районного значения Дябрино — Куликово.
Автобусы:
- Дябрино — Куликово — Дябрино (остановка в Белой Слудке)

### Карты
- Топографическая карта P-38-093-A,B
- Белая Слудка на карте Wikimapia